# Draparnaudia subnecata
Draparnaudia subnecata es una especie de molusco gasterópodo de la familia Draparnaudiidae en el orden de los Stylommatophora.

## Distribución geográfica
Es endémica de Nueva Caledonia